# Pulverturm (München)
Der Pulverturm war ein Torturm der Stadtbefestigung des mittelalterlichen Münchens. Er ist nicht zu verwechseln mit dem ehemaligen, 1838 errichteten Munitionslager auf dem Gelände des späteren Alabama-Depots, das unter gleichem Namen bis Ende 2006 als Musik-Club genutzt wurde.

## Lage
Der Pulverturm stand am Sendlinger-Tor-Platz außerhalb der Stadtmauern südwestlich des noch stehenden Vortors des Sendlinger Tors.

## Geschichte
Der Pulverturm war außerhalb des Stadtgrabens auf dem Rondell errichtet, das dem Sendlinger Tor gegen Ende des 15. Jahrhunderts vorgebaut wurde. Der Weg führte aus dem Sendlinger Tor über den Stadtgraben auf das Rondell, bog dort nach Süden ab und verließ das Rondell durch den Pulverturm und eine Brücke über den rund um das Rondell gezogenen Wassergraben.
1492 ist von Arbeiten an einem Pulverturm die Rede, wobei nicht klar ist, ob dabei dieser Turm gemeint ist oder einer der anderen Türme, in denen Pulver gelagert wurde.
Wann der Pulverturm abgerissen wurde, ist nicht bekannt. Im Stadtmodell Münchens von Jakob Sandtner aus dem Jahr 1570 war er noch vorhanden. Er ist in dem Modell zwar heute nicht mehr erhalten, aber in dem Rondell vor dem Sendlinger Tor ist noch die quadratische Aussparung zu sehen, in der er früher eingesetzt war. Auch auf dem Münchner Stadtplan von Tobias Volckmer aus dem Jahre 1613 ist der Turm noch abgebildet, in dem Stadtplan von Matthäus Merian aus dem Jahre 1642 jedoch nicht mehr. Daher wird vermutet, dass er im Zusammenhang mit dem Bau der Wallbefestigung um München herum abgetragen worden ist.